# 佐藤悟志
佐藤 悟志（さとう さとし、1965年 - ）は、日本の政治活動家、人権活動家。政治結社「青狼会」総統。
人権ファシスト、軍国主義フェミニスト、「反天皇制右翼つまりファシスト」を自称するが、外山恒一によれば「ネオコン」である。
セックスワークの非犯罪化・非処罰化、ブント（旧 戦旗・共産主義者同盟、現「一般社団法人アクティオ」）批判、北朝鮮への人道的介入などを主張している。

## 経歴・人物
横浜市生まれ。1982年、高校時代に戦旗・共産主義者同盟（戦旗荒派）に加盟し、三里塚闘争に参加した。1986年に戦旗荒派を脱退し、フリーの活動家になる。
1988年に反天皇制全国個人共闘・秋の嵐に参加、主要メンバーの一人であった。「親天皇」だからこそ「反天皇制」であると主張している。秋の嵐メンバーの鹿島拾市や山本夜羽音が1989年に結成し、反原発や反管理教育なども活動テーマとするグループ「馬の骨」にも参加した。1990年、六四天安門事件に関係した中国人活動家の強制送還を決定した法務省への抗議行動などで逮捕された。この頃に青狼会、「反天皇制右翼つまりファシスト」を自称し始めた。
秋の嵐・馬の骨メンバーのフェミニスト幸渕や、かつて存在した吉原の従業員組合から影響を受け、1992年に「売春の自由党」を創設して事務局長となる。売春婦の人権擁護の立場から上野千鶴子ら主流派のフェミニストを批判し、1998年結成の「セックスワークの非犯罪化を要求するグループ　UNIDOS」に参加した。松沢呉一が編集した『売る売らないはワタシが決める』では自己決定権や再生産責任を巡り永田えり子を批判。現役のセックスワーカーや社会運動家らが売春反対論者を批判した同書は、セックスワーク論の分野で評価が高い。佐藤らの批判に対し、永田は反論している。また当時売買春否定論を唱えていた小谷野敦によれば、『週刊金曜日』に佐藤による小谷野を誹謗する名誉毀損ものの投書が掲載されたという。
1997年から「ブント清算事業団」代表管財人を名乗り、新宿ロフトプラスワンで荒岱介を批判するビラを配布。後日、ブント構成員に二度にわたって集団暴行を受けて負傷した。2000年にも集団暴行を受け、2001年には佐藤のトラメガを壊したとして、ブント構成員が器物損壊罪に問われた。
1993年に李英和が結成した「救え!北朝鮮の民衆/緊急行動ネットワーク」(RENK)に参加した。2014年に青狼会が主催した「『返さなければ戦争だ！』総連大会糾弾！国民大抗議」といった、朝鮮高校周辺でのデモや行動する保守との共闘は野間易通／C.R.A.C.などから批判を受けた。北朝鮮民主化支援、拉致被害者救出運動のほか、脱原発運動、中国民主化支援なども行っている。

## 著作
- 『売る売らないはワタシが決める――売春肯定宣言』要友紀子、小林のん、滝波リサ、国江響子ほか共著、松沢呉一、スタジオ・ポット編、ポット出版、2000年。
- 『デルクイ01 反体制右翼マガジン』外山恒一、千坂恭二、絓秀実、中川文人ほか共著、デルクイ編集部編、彩流社、2011年。
- 『デルクイ02 左右混淆反体制マガジン』外山恒一、千坂恭二、絓秀実、中川文人ほか共著、デルクイ編集部編、彩流社、2013年。